# 勞普克河
51°22′05″N 8°36′22″E / 51.3681448°N 8.6060439°E
勞普克河（德語：Laupke），是德國的河流，位於該國西部，處於北萊茵-威斯特法倫州，屬於霍佩克河的右支流，河道全長3.9公里，流域面積2.5平方公里。